# اوسی ویلپونن
اوسی ویلپونن (فنلاندی: Ossi Vilppunen؛ زادهٔ ۱۰ مارس ۱۹۳۶) بازیکن فوتبال اهل فنلاند بود.
وی همچنین در تیم ملی فوتبال فنلاند بازی کرده‌است.